# ウェストン・プライス
ウェストン・アンドリュー・ヴァリオー・プライス (Weston Andrew Valleau Price, 1870年9月6日–1948年1月23日）は、主に、栄養、歯の健康と身体の健康の関係に関する理論について知られる歯科医師。 彼は全国歯科医師会（英語: National Dental Association）を設立し、これは米国歯科医師会（英語: American Dental Association）の研究部門となった。全国歯科医師会の会長を1914年から1928年まで務めた。
プライスは、当初根管治療と無歯髄歯、そしてより広範な全身的疾病との関係について歯科的研究を行い、これは局所感染理論として知られて、多くの扁桃と歯の摘出を導いた。 局所感染理論は1930年代には人気を失い、1950年代までには歯科学の周辺へと押しやられた。
1930年までには、プライスは興味を栄養へと移した。 1939年には、「食生活と身体の退化―先住民の伝統食と近代食その身体への驚くべき影響」 を出版し、世界各地を旅行して様々な文化の食生活と栄養についての研究を紹介した。 本書は、現代の西洋式食生活 （特に小麦粉、砂糖、現代の加工植物油脂類）が栄養不足を引き起こし、多くの歯科の問題や健康問題の原因となっていると結論づけた。 彼が観察した歯科的問題とは、虫歯の他、（歯の密集のない）適切な顔の構造の発達を含む。 この研究は賛否両論を呼んだが、論争の的となっている歯科理論や栄養理論など、多くの理論の主張者によって今日でも引き続き引用されている。

## 研究

### 栄養学
1894年以来、プライスは食生活が虫歯を生じる主要因だと考え始めた。1925年、プライスは栄養学を熱心に学び始めた時に、カルシウム代謝へと惹きつけられた。 1930年代の初めには、プライスの研究によってビタミンBとミネラル塩が虫歯予防のために重要な食品成分であると示唆された。
1939年には、プライスは「食生活と身体の退化―先住民の伝統食と近代食その身体への驚くべき影響」 を出版した。この本は、スイスのレッチェンタール、ネイティブ・アメリカン、ポリネシア人、ピグミー族、アボリジニーや、その他多くの多様な文化間で、彼が行った一連の民族学的栄養学研究の詳細を伝えるものである。 この研究資料は15,000点もの写真、4,000点のスライドと、多くの映写スライドを含んだ。
本の中で、プライスは様々な染洋と西洋の文化を1920年代と1930年代の西洋文化に固有の、虫歯から結核までを含む、多くの疾病は、非西洋文化圏には稀にしか存在しないと主張した。非西洋の先住民族が土着の食生活をやめて西洋風の生活様式を採用した時、彼らは典型的な西洋の疾病の増加を示したとプライスは唱えた。プライスは商業的に食品を準備・保存する方法する西洋の方法は、これらの疾病を防ぐために必要なビタミン類やミネラルを取り払除いたのだと結論した。
1939年のこの本の序文では、自然人類学者エルネスト・フートンが、「未開人」には虫歯が稀であるという先行研究を確認し、この違いの病因論を確立せんとしたして、プライスの業績を讃えた。1940年、 Canadian Medical Association Journalにおけるある総説は本書を「研究の傑作」と呼び、栄養学におけるプライスの影響をイワン・パブロフの消化学への影響と比べた。1950年、 The Laryngoscope誌における総説は、プライスの世界旅行と一冊の本に研究成果をまとめた点に触れて、「プライス博士は栄養学のチャールズ・ダーウィンと呼ばれるに相応しい」と述べた。 他の総説はより冷ややかであり、Scientific Monthly 誌は、彼の結論の幾つかは「観察結果が保証する範囲から大いに逸脱している」と述べ、倫理観に関するプライスの論争を呼んだ結論は「示された証拠によって正当化されていない」とし、食生活に関する彼の発見の重要性を軽視した。 同様に、Journal of the American Medical Association 誌における総説は、彼の栄養学に関する発見に不賛成であり、プライスは「観察が鋭いが、偏見がないわけではない」と述べ、彼の研究方針は「科学的というよりも伝道的」であるとした
Nutrition Today誌に1981年に掲載された、ウィリアム・T・ジャーヴィスの論説は、より批判的である。ジャーヴィスは、プライスの仕事は、テクノロジーの原始的な条件で暮らす人々は、より現代的な社会で生きる人々よりも健康であるという、「健康な野蛮人という神話」の古典的な例であるとした。この論説は、プライスの仕事は、研究対象の食事の栄養の定量データが欠けており、食事内容そのものよりも、原始的な社会における栄養不足と西洋の食事の栄養過多が不健康の原因となっているというような、他の可能な説明を見逃したと批判した。この総説はプライスが未開人の健康についてあらかじめ積極的に信じており、そのことが疑問の余地あるデータや、歯周病などの彼らの社会を悩ます重要な問題を無視した結論を導いたと強く主張した。

## 主著
ウェストン・プライスによる文書、あるいは彼についての文書についての統計的なまとめによれば、 OCLC/WorldCat は、10点以上の作品が4カ国語で50点以上の出版物、1,000点以上の図書館蔵書を含む。
- Dental Infections, Oral and Systemic (1923) Penton publishing company; Cleveland, OH
- 食生活と身体の退化―先住民の伝統食と近代食その身体への驚くべき影響 （2010年）恒志会 ISBN 978-4540102691（原書 Nutrition and Physical Degeneration: A Comparison of Primitive and Modern Diets and Their Effects (1939年) Paul B. Hoeber, Inc; Medical Book Department of Harper & Brothers）
- 1925年 "Dental Infections and related Degenerative Diseases" J Am Med Assoc 1925;84(4):254–261.

### 注記
1. ↑  Ambler, Henry Lovejoy (1911). History of Denistry in Cleveland, Ohio. pp. 44–56
2. ↑  "Weston A Price" New York Times  Jan 24, 1948
3. ↑  (1925) The Nebraska State Medical Journal, Volume 10, Issue 6; pg 205
4. ↑  (1928) British Journal of Dental Science Volumes 72–73; Page 101
5. ↑  Thomas J. Pallasch, DDS, MS, and Michael J. Wahl, DDS (2000) "The Focal Infection Theory: Appraisal and Reappraisal", Journal of the California Dental Association.
6. ↑  Jaypee Brothers, Medical Publishers (2009) Essentials of Clinical Periodontology and Periodontics pg. 116
7. ↑  Price, Weston A. Nutrition and Physical Degeneration: A Comparison of Primitive and Modern Diets and Their Effects 1939.
8. ↑  (1946) Washington State Dental Journal, Volumes 13–16; pg 19
9. ↑  Bodecker, Charles F. (1934) "Metabolic Disturbance in Relation to the Teeth" Bulletin of the New York Academy of Medicine  September; 10(9): 553–573
10. ↑  Nutrition and Dental Caries – A Survey of the Literature of Dental Caries.
11. ↑  Jones, Isaac H. (December 1950). “Nutrition and the eye, ear, nose and throat (with excerpts from the literature.)”. The Laryngoscope 60 (12):  1210–1216. doi:10.1288/00005537-195012000-00004.
12. ↑  Vaughan, Warren T. 1940.
13. ↑  “Nutrition and Physical Degeneration: A Comparison of Primitive and Modern Diets and Their Effects”. J Am Med Assoc 114 (26):  2589. (29 June 1940). doi:10.1001/jama.1940.02810260075024.
14. ↑  Jarvis, William T. (Mar–Apr 1981). “The myth of the healthy savage”. Nutr Today (Lippincott Williams & Wilkins) 16 (2):  14–15, 18, 21–22. doi:10.1097/00017285-198103000-00004.
15. ↑  WorldCat Identities: Price, Weston A. (Weston Andrew)